# Suriyong Hemint
Suriyong Hemint (thailändisch สุรยงค์ เหมินทร์; * 10. März 1948 in Krung Thep) ist ein ehemaliger thailändischer Radrennfahrer.

## Sportliche Laufbahn
Hemint war im Straßenradsport aktiv. Er war Teilnehmer der Olympischen Sommerspiele 1968 in Mexiko-Stadt. Das olympische Straßenrennen beendete er nicht. Über sein weiteres Leben und sportlichen Erfolge ist nichts bekannt.